# Herman de Vries

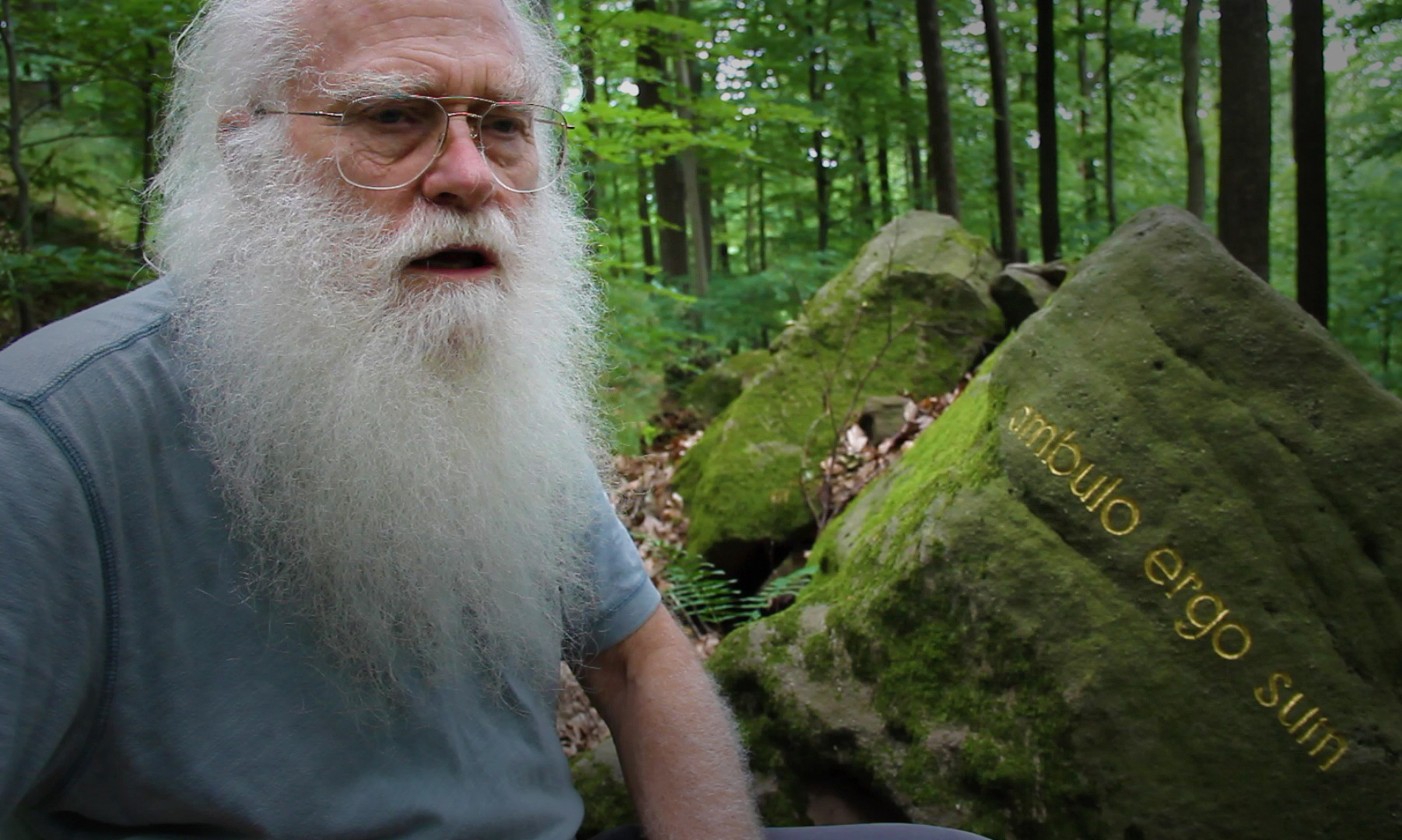
Herman de Vries

Herman de Vries (* 11. Juli 1931 in Alkmaar) ist ein in Unterfranken lebender niederländischer bildender Künstler.

## Leben
Herman de Vries besuchte von 1949 bis 1951 die Reichsgartenbauschule in Hoorn und arbeitete anschließend als Landarbeiter und Gärtner in Frankreich und den Niederlanden. Von 1961 bis 1968 war er Mitarbeiter am Institut für angewandte biologische Forschung in der Natur. Er lebt seit 1970 in Knetzgau (Eschenau).
1953 begann de Vries künstlerisch zu arbeiten, und er hatte 1954 eine erste Einzelausstellung. Mitte der 1950er Jahre malte er informelle Bilder, 1956 entstanden die ersten weißen Collagen, 1959 das erste weiße Bild. Wie Jan Schoonhoven, der 1959 mit Armando, Henk Peeters, Kees van Bohemen und Jan Henderikse die Gruppe Niederländischer Informeller bildete, die seit 1960 zur Gruppe nul wurde, stand er ZERO nahe. Arbeiten von De Vries wurden 1962 auf der von Peeters kuratierten Ausstellung nul im Amsterdamer Stedelijk Museum gezeigt. Im selben Jahr entstanden erste aleatorische Arbeiten.
1961 gab de Vries mit Armando und Henk Peeters die erste Nummer von nul = 0 heraus, die zweite Nummer (April 1963) mit Peeters, die Nummern 3, 1963 und 4, 1964 alleine. Von 1965 bis 1972 edierte de Vries die revue intégration. Ab 1991 erschienen sechs Ausgaben einer neuen integration – zeitschrift für geistbewegende pflanzen und kultur, herausgegeben mit Wolfgang Bauer.
Die Pamphlete manifest van de gecastreerde werkelijheid und wit is overdaad (Weiß ist übermächtig) erschienen 1960, ein erstes Künstlerbuch wit 1962. De Vries verfasste einige Bücher über seine Zufallskunst, Aufsätze über Sprache und Ludwig Wittgenstein, über alte Pflanzennamen und Ökologie.
De Vries trat seit 1961 mit einer Vielzahl von Aktivitäten im öffentlichen Raum auf u. a. in Arnheim, Düsseldorf, Biel, Hagen, Marl, Bamberg, Amsterdam, Rosenheim, Nürnberg, München, New York, Enschede, Kaiserslautern, Hamburg, Berlin, Bremen, Stuttgart (Sanctuarium, 1993), Erfurt sowie bei den Skulptur.Projekten in Münster.
Wichtige Ausstellungen mit seinen Werken gab es in Würzburg (2005), Wien (2005), Amsterdam (2004), Bremen (2003), Stuttgart (2003), Karlsruhe (2003), Hagen (2002) und Düsseldorf (2002). Seine Arbeiten wurden im Skulptur.Projekt, Münster und auf den Biennalen in Venedig und Lyon gezeigt. Er war 1984 bei Von hier aus – Zwei Monate neue deutsche Kunst in Düsseldorf vertreten.
Im Jahr 2015 gestaltete de Vries den niederländischen Pavillon auf der Biennale in Venedig. Unter dem Titel to be all ways to be zeigte er neue Skulpturen, Objekte, Arbeiten auf Papier und Fotografien. 2016 stellte das Ernst-Barlach-Haus in Hamburg Werke des Künstlers unter dem Titel sculptures trouvées aus, 2020 stellte das Georg Kolbe Museum in Berlin Werke des Künstlers unter dem Titel how green is the grass? aus.

## Position
De Vries schuf Gemälde, Collagen, Textbilder, Skulpturen, Künstlerbücher, Installationen sowie Kunst im öffentlichen Raum. Weiterhin verfasste de Vries viele Beiträge zur Kunsttheorie.
Heute spielen die Natur und insbesondere die Welt der Pflanzen – sowohl in der Botanik als auch in der Heilkunde, der Volksheilkunde und der Mythologie – eine zentrale Rolle in seinem Werk. Zu seiner umfassenden künstlerischen Erforschung der Pflanzenwelt gehören auch Erfahrungen mit der psychedelischen Wirkung von Pflanzen. Er arbeitet mit getrockneten Pflanzen, Mineralien und objets trouvés unterschiedlicher Art aus der Natur.

## Zitat
„natur ist sich selber genug und soll dem menschen auch genug sein. was wir von der natur noch um uns finden können (ich sage bewußt nicht ‚haben‘) hat keine menschlichen zufügungen nötig. sie ist sich selbst – und für uns eine offenbarung…“